# Mohammad Mehdi Yaghoubi
Mohammad Mehdi Yaghoubi, né le 23 juin 1930 à Qazvin et mort le 25 septembre 2021, est un lutteur iranien spécialiste de la lutte libre.

## Carrière
Mohammad Mehdi Yaghoubi participe aux Jeux olympiques d'été de 1956 à Melbourne et remporte la médaille d'argent dans la catégorie de poids coqs.